# Plebicula basinovopuncta
Plebicula basinovopuncta är en fjärilsart som beskrevs av Courvoisier 1912. Plebicula basinovopuncta ingår i släktet Plebicula och familjen juvelvingar. Inga underarter finns listade i Catalogue of Life.